# U-76 (1940)
| U-76                       | U-76                                                             | U-76                                                             |
| -------------------------- | ---------------------------------------------------------------- | ---------------------------------------------------------------- |
|                            |                                                                  |                                                                  |
|                            |                                                                  |                                                                  |
|                            |                                                                  |                                                                  |
| Під прапором               | Третій рейх                                                      | Третій рейх                                                      |
| Спуск на воду              | 3 жовтня 1940 року                                               | 3 жовтня 1940 року                                               |
| Виведений зі складу флоту  | 5 квітня 1941 року                                               | 5 квітня 1941 року                                               |
| Сучасний статус            | затоплений                                                       | затоплений                                                       |
| Проєкт                     |                                                                  |                                                                  |
| Тип ПЧ                     | Дизельний підводний човен                                        | Дизельний підводний човен                                        |
| Основні характеристики     |                                                                  |                                                                  |
| Швидкість (надводна)       | 17,9 вузла                                                       | 17,9 вузла                                                       |
| Швидкість (підводна)       | 8 вузлів                                                         | 8 вузлів                                                         |
| Робоча глибина занурення   | 100 м                                                            | 100 м                                                            |
| Гранична глибина занурення | 220 м                                                            | 220 м                                                            |
| Екіпаж                     | 44 особи                                                         | 44 особи                                                         |
| Розміри                    |                                                                  |                                                                  |
| Довжина найбільша (по КВЛ) | 66,5 м                                                           | 66,5 м                                                           |
| Ширина корпусу найб.       | 6,2 м                                                            | 6,2 м                                                            |
| Висота                     | 6,2м                                                             | 6,2м                                                             |
| Середня осадка (по КВЛ)    | 4,7 м                                                            | 4,7 м                                                            |
| Водотоннажність надводна   | 753 т                                                            | 753 т                                                            |
| Озброєння                  |                                                                  |                                                                  |
| Артилерія                  | одна палубна гармата калібру 88-мм та одна 20-мм зенітна гармата | одна палубна гармата калібру 88-мм та одна 20-мм зенітна гармата |
| Торпедно- мінне озброєння  | 4 носових та 1 кормовий ТА. 14 торпед                            | 4 носових та 1 кормовий ТА. 14 торпед                            |

U-76 — німецький підводний човен типу VIIB часів  Другої світової війни.
Замовлення на будівництво човна було віддане 2 червня 1938 року. Човен був закладений на верфі «Bremer Vulkan-Vegesacker Werft» у місті Бремен 28 грудня 1939 року під заводським номером 4, спущений на воду 3 жовтня 1940 року, 3 грудня 1940 року під командуванням оберлейтенанта-цур-зее Фрідріха фон Гіппеля увійшов до складу 7-ї флотилії.
За час служби човен зробив 1 бойовий похід, у якому потопив 2 (загальна водотоннажність 7 290 брт) судна.
Потоплений 5 квітня 1941 року у Північній Атлантиці південніше Ісландії (58°35′ пн. ш. 20°20′ зх. д. / 58.583° пн. ш. 20.333° зх. д.) глибинними бомбами британського есмінця «Волверін» та шлюпу «Скарборо» при спробі атакувати конвой SC 26. 1 член екіпажу загинув, 42 врятовані.

## Потоплені та пошкоджені кораблі[3]
| Назва   | Тип           | Належність      | Дата          | Тоннаж (БРТ) | Вантаж          | Статус    | Місце                                                       |
| Daphne  | торгове судно | Фінляндія       | 3 квітня 1941 | 1 939        | Вугілля         | потоплено | 60°00′ пн. ш. 20°00′ зх. д. / 60.000° пн. ш. 20.000° зх. д. |
| Athenic | торгове судно | Велика Британія | 4 квітня 1941 | 5 351        | 8 400 т пшениці | потоплено | 58°32′ пн. ш. 20°13′ зх. д. / 58.533° пн. ш. 20.217° зх. д. |